# Mercyhurst Lakers

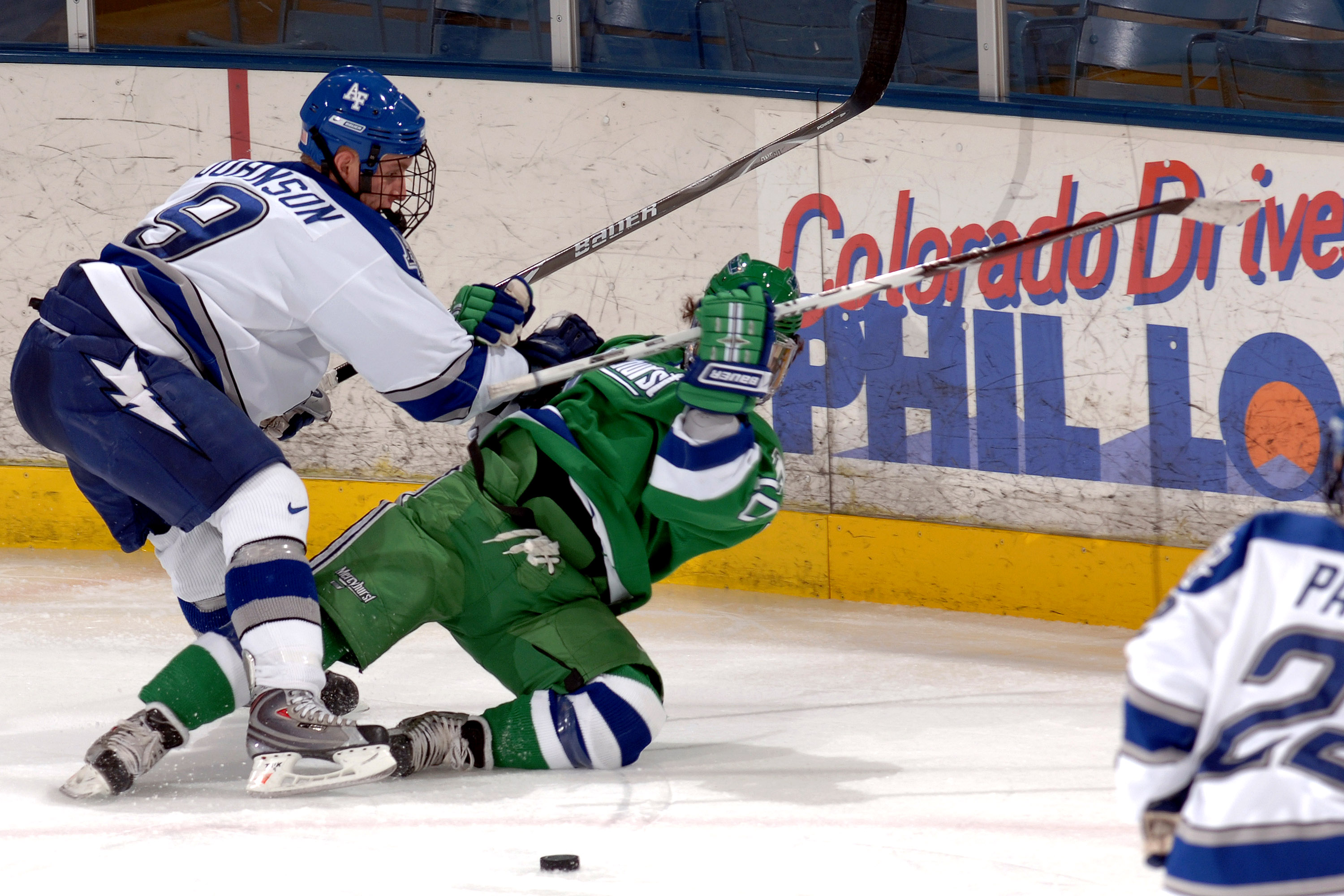
Mercyhurst Lakers (gröna) mot Air Force Falcons.

Mercyhurst Lakers är en idrottsförening tillhörande Mercyhurst University och har som uppgift att ansvara för universitetets idrottsutövning.

## Idrotter
Lakers deltager i följande idrotter:
| Herrar - Amerikansk fotboll - Baseboll - Basket - Brottning - Fotboll - Golf - Ishockey - Lacrosse - Rodd - Tennis - Terränglöpning - Vattenpolo | Damer - Basket - Fotboll - Golf - Ishockey - Lacrosse - Landhockey - Rodd - Softboll - Tennis - Terränglöpning - Vattenpolo - Volleyboll |

## Idrottsutövare

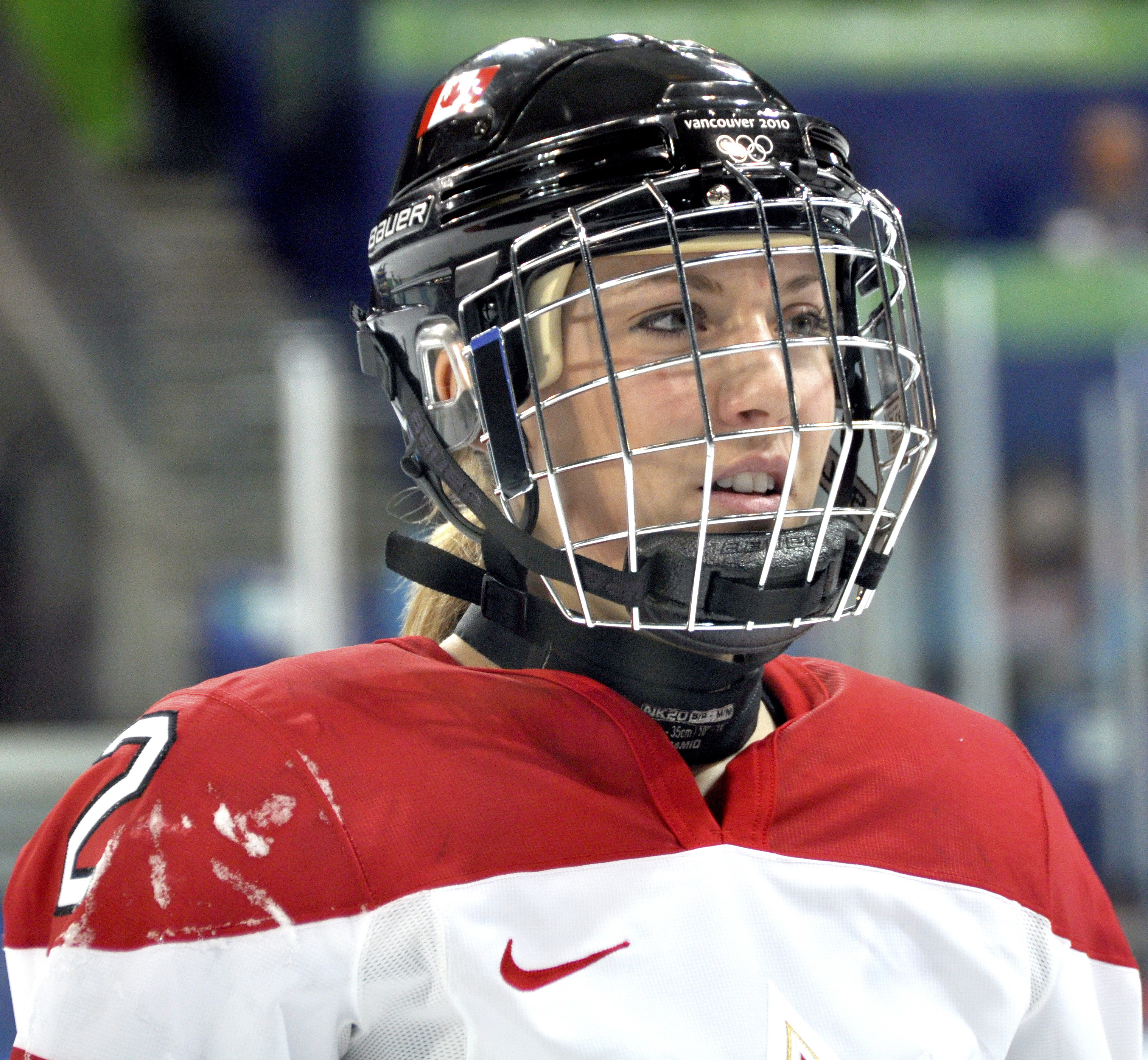
Meghan Agosta.

| Ishockey - Meghan Agosta |